# Brassens : Le libertaire de la chanson
Brassens : Le libertaire de la chanson est un récit biographique du chanteur Georges Brassens écrit par l'écrivaine Clémentine Deroudille,,, et paru chez Gallimard. Cet ouvrage est le 571e titre dans la collection « Découvertes Gallimard ».

## Introduction et sommaire
- Chapitre I : L'apprentissage de la liberté - de Sète au STO
- Chapitre II : Auprès de mon arbre - l'impasse Florimont et les écrits littéraires
- Chapitre III : Vedette malgré lui - De Patachou à la consécration de Bobino en 1953
- Chapitre IV : Les trompettes de la renommée - Sa carrière jusqu'à son dernier récital à Bobino en 1977
- Témoignages et documents